# Kanaszta

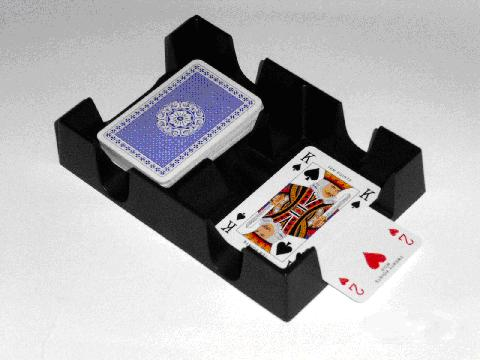

A kanaszta dél-amerikai eredetű úgynevezett húzó-lerakó kártyajáték, amelyet egyszerre 2-6 ember, két vagy három csomag 52 lapos francia kártyával játszhat.

## Kártya
- 2-4 játékos esetén: 2x52 lap francia kártya + 4 vagy 6 Joker
- 5-6 játékos esetén: 3x52 lap francia kártya + 6 vagy 9 Joker

A Jokerek mennyisége a francia kártya típusától függ.

## A lapok pontértéke
- 4-5-6-7: 5 pont
- 8-9-10-J-Q-K: 10 pont
- A: 20 pont
- Joker: 50 pont a behelyettesítésnél is 50 pont
- 2: 20 pont (azaz kis Joker, az eredeti Jokertől csak az értékében különbözik)
- piros 3: 100 pont
- fekete 3: 0 pont vagy -100 pont

## A játék célja
10.000 pont elérése. Aki leghamarabb összegyűjt 10.000 pontot, az nyert.
A játék egy gyűjtögetős-lepakolós elven működő, körökre osztott rendszer. Minden egyes kör (osztás) akkor ért véget, ha valaki "kiment", tehát nem maradt lap a kezében. Ilyenkor ki-ki összeadja a maga aktuális lapjainak pontértékét, majd a pontok adminisztrálása után kezdődhet is az új kör.

## A játék menete
Az osztó minden játékosnak 14 lapot oszt, kivéve a jobbra ülő játékosnak, aki elkezdi a kört (ez a játékos 15 lapot kap). A kártyapakli maradékát kirakja az asztalra, abból kell majd húzni a továbbiakban (emellett a pakli mellett fognak majd gyűlni a dobott lapok). Mindig, minden játékos köre húzással kezdődik és dobással végződik (kimenni is csak az utolsó kézben tartott lap eldobásával lehet), kivéve a 15 lapot kapott játékos első körét, mivel ő a kártyái mennyisége miatt csak dob abban a körben. Minden osztásnál, minden játékos, aki az osztáson belül először kerül sorra, választhat, hogy a pakliból való húzás helyett, az őt megelőző játékos által dobott lapot húzza. Az első körben tilos 2-es, 3-as és joker jelzésű lapokat dobni (lásd: Speciális lapok), ez egyrészt etikett, másrészt az előző szabály nem érvényesülne.

## A pontszerzés
A pontszerzés módjai: a kanaszták és tercek gyűjtése. A kanaszta egy 7 lapból álló sorozatot jelent, amiben a lapok szám vagy betűjelének meg kell egyeznie. Egy-egy lap jokerrel is helyettesíthető, de soha nem lehet több vagy egyenlő számú joker egy sorozatban, mint amennyi szám vagy betűjeles kártya van benne. A kanasztában, ellentétben a Römivel, a lapok színe nem számít, tehát egy sorozatban szerepelhet akár két egyforma színű lap is (például egy 10-es sorozatban lehet két db treff 10-es is).
A kanasztának három fajtája létezik:
- Tiszta kanaszta: ebben a kanaszta fajtában nem szerepelhet joker, csak kizárólag 7 egyforma szám vagy betűjelzésű lap. Értéke: 500 pont + a lapok pontértékének összege (például egy 6-os kanaszta esetén 500 + (7x5) = 535 pont).
- Piszkos kanaszta: piszkos kanasztáról beszélünk, ha a 7 lap közé joker(ek) is keveredtek (maximum 3 joker lehet benne). Értéke: 300 pont + a lapok pontértékének összege (például 4 db 7-es, 2 db kis joker és 1 db nagy joker esetén a kanaszta értéke: 300 + (4x5) + (2x25) + (1x50) = 420 pont).
- Joker kanaszta: 7 jokerből áll (lehet kis joker is), értéke: 1000 pont + a lapok pontértékének összege (pl.: 4 db joker és 3 db 2-es esetén: 1000 + (4x50) + (3x25) = 1275 pont).[forrás?]

Fontos még azt megjegyezni a kanasztáról, hogy az adott kört csak kanaszta birtokában lehet befejezni, tehát ahhoz, hogy "kimenjünk" (azaz az utolsó lapot is eldobjuk a kezünkből), legalább 1 db kanasztával rendelkeznünk kell, legyen az akár tiszta, akár piszkos, akár Jokeres.

## A lepakolás
Mindig, minden esetben teljesülnie kell annak a feltételnek, hogy egy lepakolt sorozatnak legalább 3 lapból (tercből) kell állnia. Tehát lehet 3, 4, 5, 6 db lapból álló sorozatot lepakolni, illetve kanasztát. Ha véletlenül több mint 7 egyforma szám vagy betű jelzésű kártyalap van a játékos birtokában, akkor a kanasztához már nem szükséges többletet is hozzácsatolnia a kanasztához, erősítve azt oly módon, hogy a kanaszta összpontszámához hozzáadja a többlet lapok pontszámait. Előzetesen lepakolt kanasztát is erősíthetünk ezen a módon, de az fontos, hogy piszkos kanasztából már nem lehet tiszta kanaszta, valamint a már előzőleg lepakolt sorozatokból, kanasztákból, lapot kinyerni semmilyen módon nem lehetséges, mint ahogy az ellenfél lapjaiból elvenni, vagy azokhoz hozzárakni se szabad.
A másik fontos feltétel, hogy a befejezett körök során összegyűlt pontokhoz is igazodnunk kell, a lepakolás során egy bizonyos pontszám alatt nem lehetséges a lepakolás. A ponthatárok a következők:
- 0 – 2500 = 60 pont
- 2500 – 5000 = 90 pont
- 5000 – 7500 = 120 pont
- 7500 – 10000 = kanaszta (lényegtelen, hogy piszkos vagy tiszta)

A talonfelvételhez és a lepakoláshoz szükséges a játék során összegyűjtött pontok szerinti nyitó pontérték elérése, de a talon felvétele nagyobb pontértékű lepakolással is lehetséges. Értelemszerűen nyithatunk öt-pontértékű lapokból álló tiszta vagy piszkos kanasztával is, ha az elért pontok szerinti nyitóérték 50, 90 vagy akár 120, mert a kanasztával való nyitáskor nem a kanasztát alkotó lapok pontértéke, hanem a kanaszta értéke számít, amely érték legalább 300 pontot jelent.
Például ha már valaki 2505 ponttal rendelkezik, akkor addig nem rakhat le a kezéből lapokat, amíg nem tud annyi lapot lerakni amiknek az összértéke el nem éri a 90 pontot. Tehát ha valakinek 4 db 10-ese, 3 db K-a és 4 db 7-e van, akkor az lepakolhat, hiszen az előbb említett lapok összértéke 90 pont (viszont ha már egy 10-es lappal kevesebb lenne a játékos kezében, akkor már csak 80 ponttal rendelkezne, amivel nem pakolhatna le).

## A gyűjtő-pakli felvétele
Minden játékosnak, összes köre elején lehetősége van arra, hogy ne húzzon, hanem felvegye a kezébe a dobópaklit (az egészet).
Ennek feltételei:
- A dobó-pakli tetején lévő lap szám vagy betűjelével megegyező (legalább) két lap lepakolása (a már előzetesen lepakoltak mellé).
- Ha már a játékos lepakolt lapjai között van olyan sorozat aminek szám vagy betűjele megegyezik a dobó-pakli tetején szereplő lapéval, akkor elég csak 1 db ezekkel megegyező lapot leraknia a kezéből, a dobó-pakli felvételéhez.
- Ha még nem pakolt le a játékos, akkor a ponthatároknak megfelelően pakoljon le, beleértve a legalább két ugyanolyan lapot is, mint ami a dobópakli tetején szerepel (a dobó-pakli tetején szereplő lap értéke nem számít bele a ponthatárba).
- Ha a legfelső lap 3-as vagy joker, a gyűjtő-pakli felvétele nem lehetséges (lásd: Speciális lapok).

## Speciális lapok
A kanasztában a 3-as számjelzésű lapok speciális lapnak számítanak, klasszikus értelemben vett lepakolásuk nem lehetséges.
A 3-as lapokat két csoportra osztjuk, színük szerint:
- Piros színűek (kőr és káró színű lapok):

A piros 3-asokat, ha kezünkbe kerül, egyes változatokban azonnal lerakjuk az asztalra (természetesen nem más játékos körében) és újat húzunk helyette. Ezeknek a 3-asoknak nem is lesz funkciója egészen a kör végéig, mikor a játékosok összeadják pontjaikat. A piros 3-as darabonként +100 pontot eredményez, ha a kör befejeztével vannak már lepakolva lapjaink (nyilván a 3-as(ok) kivételével). Viszont ha a kör úgy ért véget, hogy még nem sikerült lepakolnunk semmit, akkor ezek a 3-asok darabonként -100 pontot eredményeznek. Ha a pakli összes piros 3-asa egy azon személy birtokában van (több játékos esetén pároknál), akkor értékük megduplázódik, pluszban és mínuszban is 800 pont (2x52 lapos paklinál).
- Fekete színűek (pikk és treff színű lapok):

Ha valakinek fekete 3-as kerül a kezébe, akkor eldobhatja azt, ezzel a következő játékostól megvonta a gyűjtő-pakli felvételének jogát. Ha ezt nem teszi meg, tehát a kör végén, a kezében marad a fekete 3-as, akkor az annyiszor -100 pontot eredményez az elszámolásnál.
Ha valaki összegyűjti a pakli összes fekete 3-asát, és a kör végén ő megy ki a játékból és bemutatja a 4 db fekete 3-ast, akkor az +500 pontot jelent a végelszámolásnál.
A fentiekben egyszer már megemlíttetett, hogy egy osztás első körében egyik játékos sem dobhat fekete 3-ast pontosan azért nem, mert akkor megfosztja az utána következő játékost attól a lehetőségtől, hogy dobott lapját húzás gyanánt felvehesse.
Speciális lapnak számítanak még a Jokerek. Ha valaki jokert dob a köre végén, akkor az utána következőknek egy kör erejéig nem lehetséges a gyűjtő-pakli felvétele, ezt nevezzük "fagyasztásnak". Kivétel az a speciális eset, amikor a következő játékos kezében 6 db joker van, ekkor felveheti a játékos a "lefagyasztott" gyűjtő-paklit.

## Elszámolás
Természetesen a lapok és a kanaszták csak akkor jelentenek számunkra plusz pontokat, ha azokat már a kör befejeztét megelőzően „lepakoltuk” (tehát nincsenek már a kezünkben). Ami a kezünkben maradt, az mínusz pontnak számít. A piros 3-as is mínusznak számít, ha nincs lepakolva semmi.
Aki kimegy az adott körben, az +100 pontot kap azért, és így fog számolni: 100 pont + piros hármasok (ha vannak) + a kanaszták értéke (több kanaszta kirakása is lehetséges, de egy is elég) + a kanasztát alkotó lapok értéke + az összes többi lap értéke.
Kimenni lehet "Hand-ből" is:
Egy játékos akkor megy ki hand-ből, ha még semmit sem pakolt le, viszont olyan lapjai vannak a kezében, hogy egy kör alatt ki tud menni, tehát mindent le tud rakni a kezéből (ehhez is kötelező a kanaszta). Ebben az esetben is vége a körnek, jöhet a számolás. Ilyenkor máshogy alakul a számolás: az a játékos aki hand-ből ment ki, így számol: 1000 pont (kimenetel) + a piros 3-asok értéke (ha van) + a lapok értékének az összege. (Tehát a szokásos 100 pont nem jár a kimenetelért, illetőleg a piros vagy koszos kanaszta után se jár a 300, illetve 500 pont.)
Mindenki másnak: A piros hármasok értékének (ha van) + kanaszták értékének + kanasztákat alkotó lapok értékének + az összes többi lap értékének az összegéből kivont kézben maradt lapok értéke az eredmény.

## Külső hivatkozások
- http://www.kartya-jatek.hu/magyar/kartyajatekok.php?id=29&azonosito=24&alazonosito=29
- Jánoska Antal: Römi és kanaszta kártyakönyv. Játékszabályok és kártyás történetek; Herz Armatura Hungária Kft., Bp., 2006